# Apamea infusa
Apamea infusa är en fjärilsart som beskrevs av Walker 1870. Apamea infusa ingår i släktet Apamea och familjen nattflyn. Inga underarter finns listade i Catalogue of Life.